# 割出し台
割り出し台（わりだしだい）とは、工作物の角度を割り出す装置のことである。テーブル上面に取り付けて使用する。主軸台と心押し台とからなり、主軸台と心押し台の構造によって、さらに2種類に分けられる。歯車、フライス、スプラインなどを切削するときに使う。また、工作物及び工具の角度調整において、割出し板が角度の基準として用いられる。

## 種類
- 万能割出し台
- 単能割出し台